# إلمشان (إكنيون)
إلمشان هي إحدى مشيخات المملكة المغربية، تتبع جغرافيا لإقليم تنغير وإداريًا لإكنيون. يقدر عدد سكانها بـ 8058 نسمة حسب الإحصاء الرسمي للسكان والسكنى لسنة 2004.